# Aluva
Aluva (bengali: আলুভা, marathi: अलुवा, malayalam: ആലുവ, kannada: ಅಲುವ) är en ort i Indien.   Den ligger i distriktet Ernākulam och delstaten Kerala, i den södra delen av landet, 2 100 km söder om huvudstaden New Delhi. Aluva ligger 13 meter över havet och antalet invånare är 24 108.
Terrängen runt Aluva är mycket platt. Runt Aluva är det tätbefolkat, med 613 invånare per kvadratkilometer. Närmaste större samhälle är Kalamassery, 5,8 km sydväst om Aluva. Trakten runt Aluva består till största delen av jordbruksmark.